# إيمرسون فيتيبالدي
إيمرسون فيتيبالدي مواليد 12 ديسمبر 1946 في البرازيل، هو سائق فورملا 1 برازيلي سابق بدأ مسيرته الاحترافية سنة 1970. حائز على بطولة العالم للفورملا 1. كان أول سباق له هو جائزة بريطانيا الكبرى 1970. خاض خلال مسيرته 149 سباقاً فاز في 14 منها.

## معرض صور

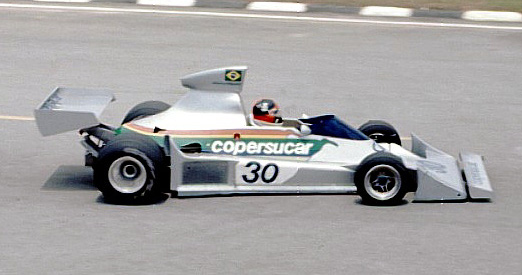
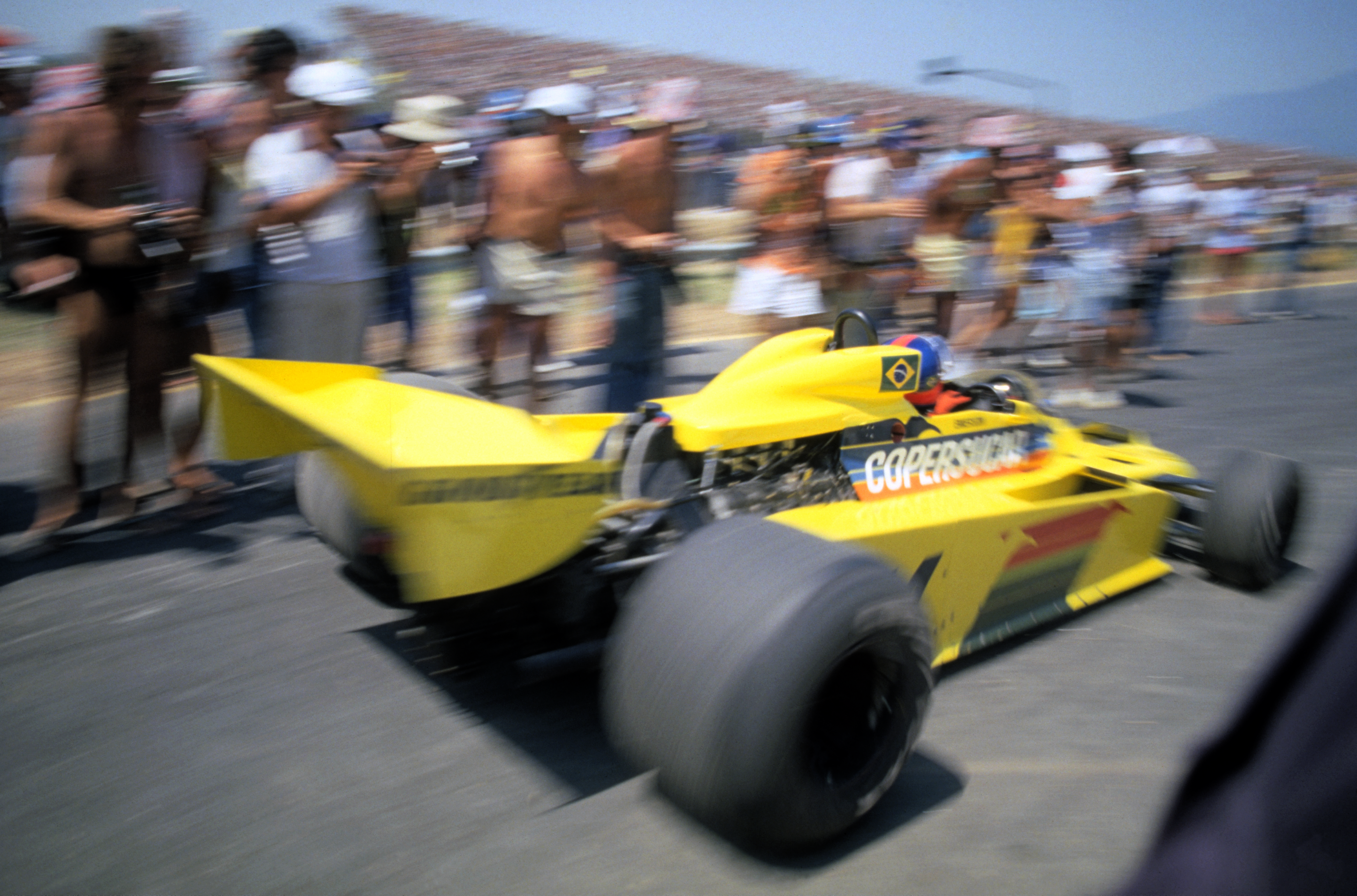
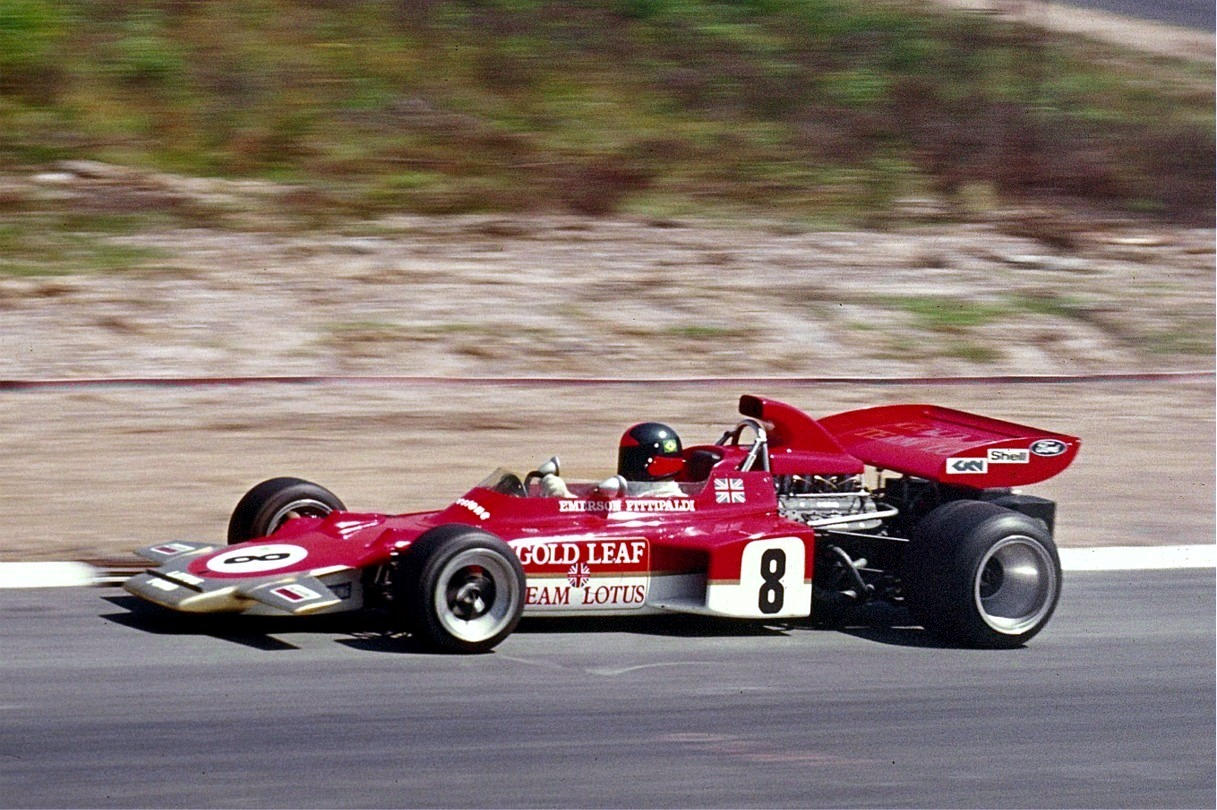
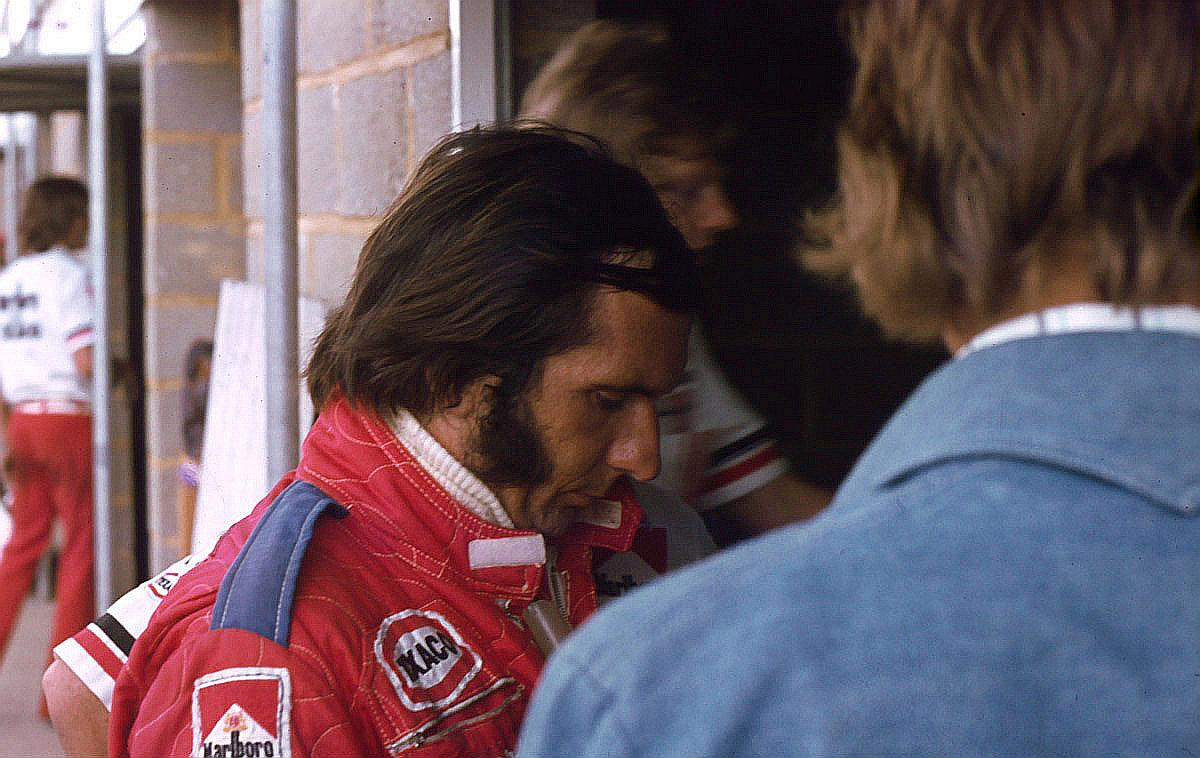
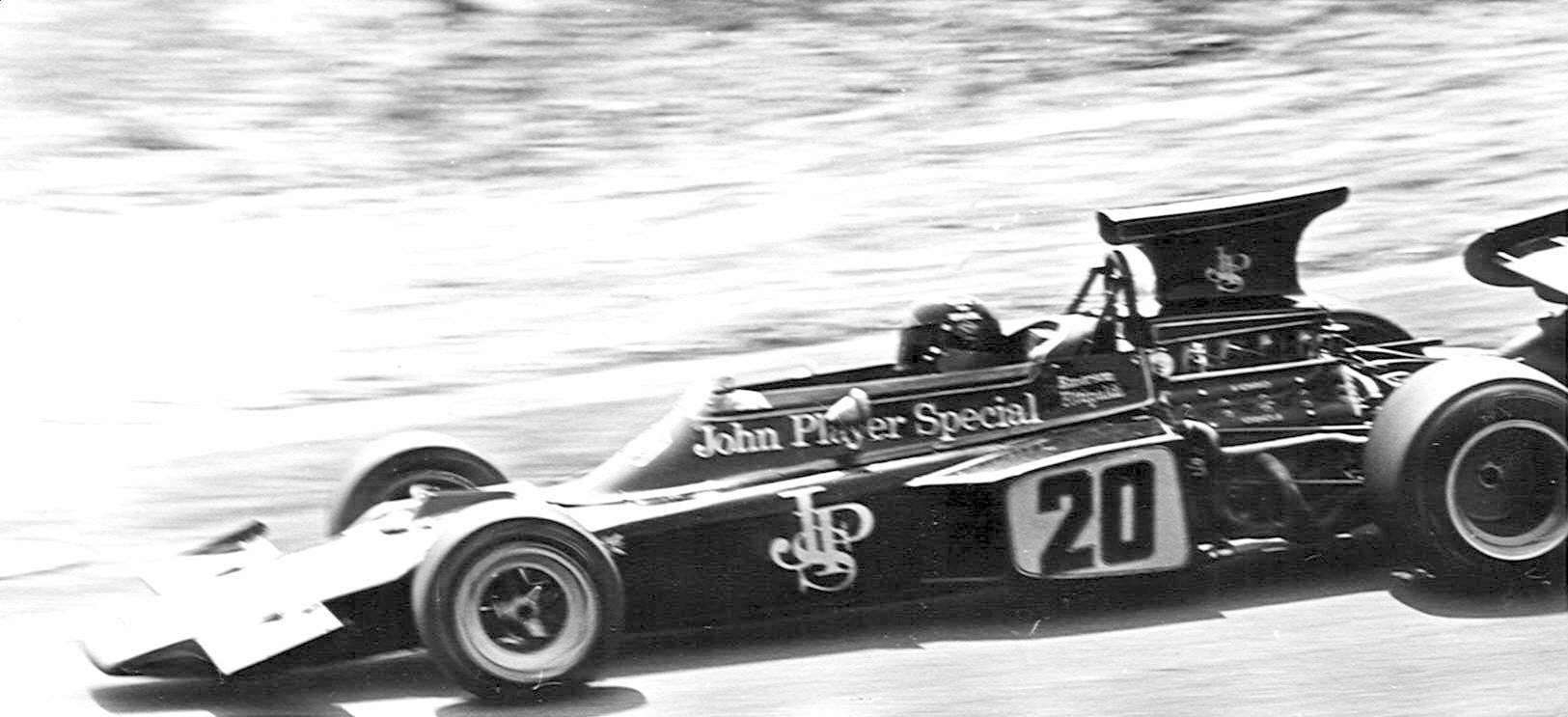
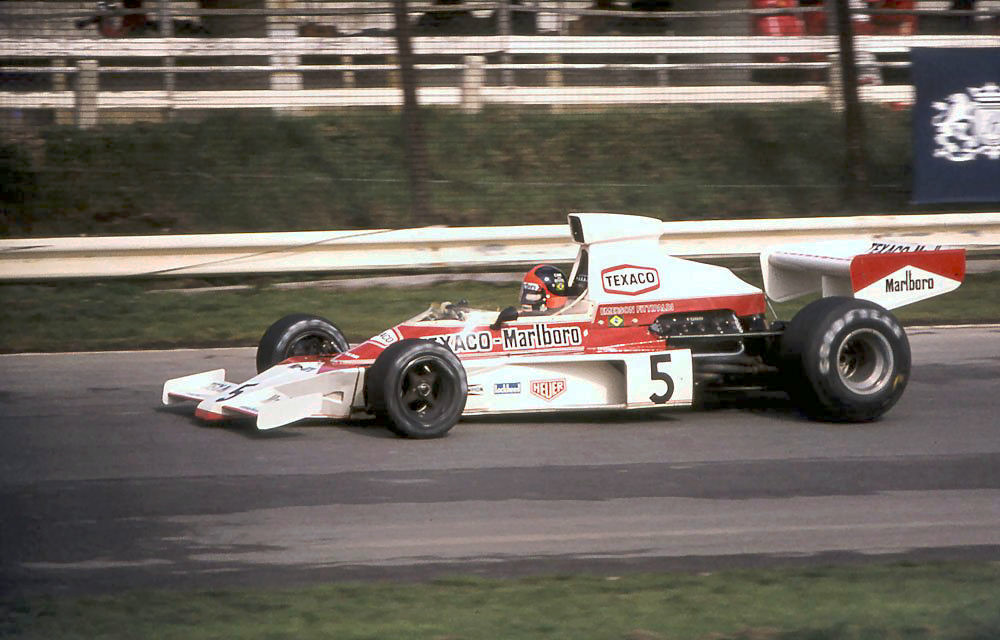

## سباقات شارك فيها
- بطولة العالم للسيارات الرياضية
- البطولة الأمريكية لسباق السيارات
- بطولة فورمولا 3 البريطانية
- بطولة العالم للتحمل

## بطولات حققها
- بطولة العالم للفورمولا 1
- جائزة بريطانيا الكبرى 1975

## روابط خارجية
- إيمرسون فيتيبالدي على موقع IMDb (الإنجليزية)
- إيمرسون فيتيبالدي على موقع إن إن دي بي (الإنجليزية)
- إيمرسون فيتيبالدي على موقع ديسكوغز (الإنجليزية)
- إيمرسون فيتيبالدي على موقع قاعدة بيانات الفيلم (الإنجليزية)
- إيمرسون فيتيبالدي على موقع Racing-Reference.info (الإنجليزية)
- إيمرسون فيتيبالدي على موقع DriverDB.com (الإنجليزية)